# Tempête de feu
Pour les articles homonymes, voir Tempête (homonymie).
Ne doit pas être confondu avec Mégafeu.

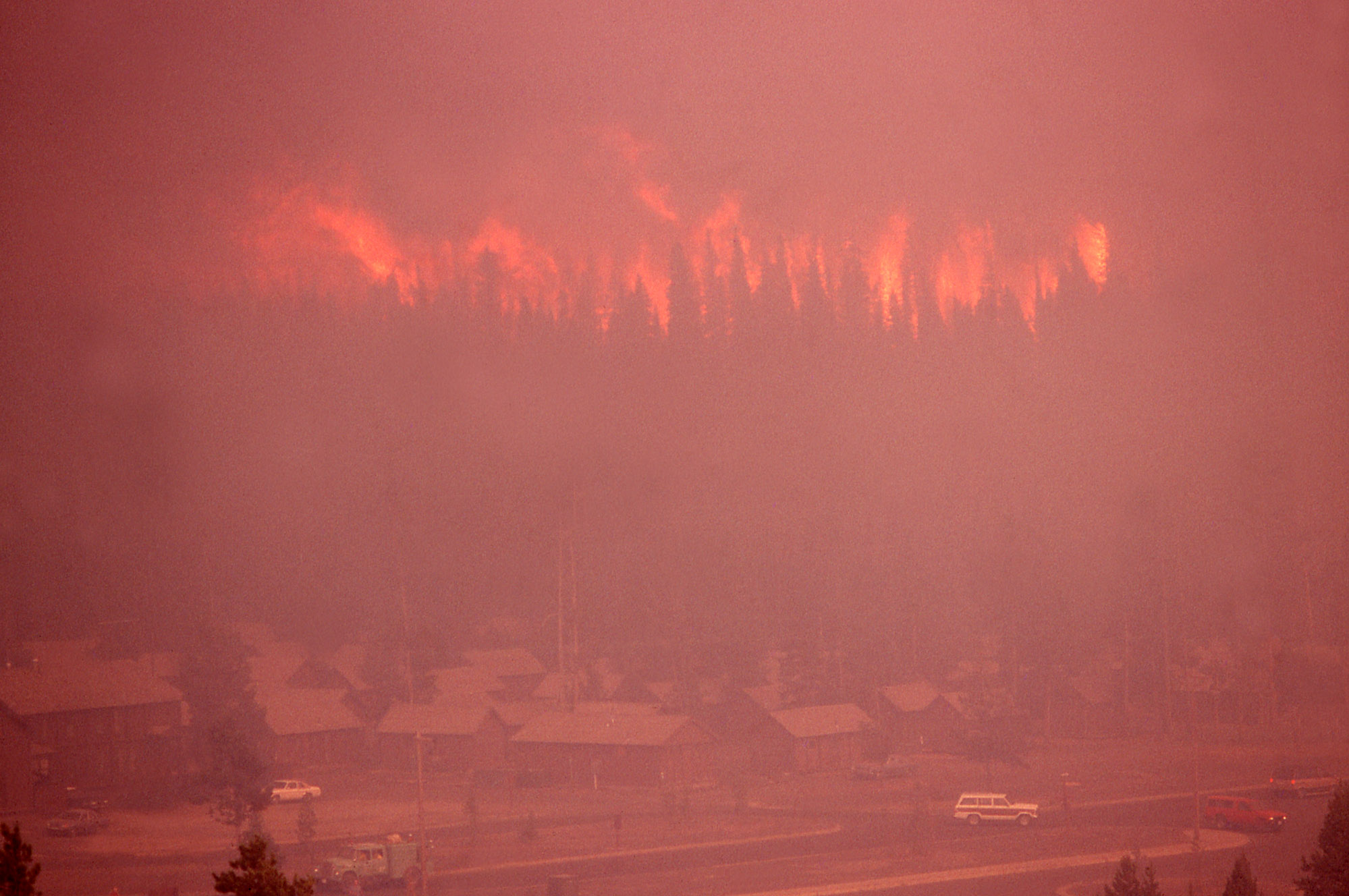
Une tempête de feu durant les incendies de 1988 à Yellowstone.

Une tempête de feu ou ouragan de feu est un incendie atteignant une telle intensité qu'il engendre et maintient son propre système de vents. C'est le plus souvent un phénomène naturel, créé durant certains des plus grands feux de brousse et feux de forêts ; on parle alors de mégafeu. L'incendie de Peshtigo et les feux du mercredi des Cendres en sont deux exemples. Des tempêtes de feu peuvent aussi être le résultat délibéré d'explosions ciblées, telles que celles ayant résulté des bombardements aériens incendiaires de Dresde, Hambourg, Tokyo, et des bombardements atomiques d'Hiroshima et Nagasaki.

## Détection et caractérisation
La détection aérienne (héliportée et aéroportée) est possible, de même que l'observation au sol. Plus récemment, l'observation par satellites permet l'étude de ces incendies dans des zones inaccessibles autrement (par exemple pour l'étude des feux de brousse en Australie).
Le LIDAR permet de mesurer la vitesse et la direction des vents et vortex au cœur et au voisinage des incendies et des tempêtes de feu.

## Mécanisme

Brasier (1), courant ascendant d'air chauffé (2), rafales violentes alimentant le feu (3) et pyrocumulus se formant en altitude (A).

Une tempête de feu est le résultat du phénomène de tirage (ou effet cheminée) dû à la chaleur de la combustion initiale aspirant de plus en plus d'air environnant, et entretenant la combustion. Ce tirage peut augmenter rapidement si un courant-jet de basse altitude existe au-dessus ou à proximité du feu, ou s'il vient à percer une couche d'inversion thermique. Le courant ascendant s'étale en champignon en altitude et de fortes bourrasques se développent autour du feu, dirigées vers son centre.

Recréation d'un tourbillon de feu pour un spectacle

Cela n'est pas la limite de l'extension de l'incendie. En effet, la formidable turbulence qui se crée amène les vents à changer erratiquement de direction. Ce cisaillement du vent peut produire de petites formations tournoyantes, analogues à des tornades ou à des tourbillons de poussière, appelées tourbillons de feu, et qui peuvent jaillir de manière imprévisible, détruisant maisons et bâtiments, et propageant rapidement le feu au-delà de l'aire centrale de l'incendie.
De plus, le tirage accru apporte des quantités d'oxygène plus importantes, ce qui accroit la combustion, et donc la production de chaleur, de manière significative. Cette chaleur intense est essentiellement rayonnée (sous forme de radiation infrarouge), ce qui enflamme les matériaux inflammables à distance du feu d'origine.
Outre l'énorme nuage de cendres produit par une tempête de feu, elle peut aussi, si les conditions s'y prêtent, favoriser la condensation d'un pyrocumulus (ou nuage de feu). Un pyrocumulus assez vaste peut devenir un pyrocumulonimbus et donner naissance à des éclairs, susceptibles d'allumer de nouveaux feux. En dehors de ceux résultant des feux de forêt, les pyrocumulus peuvent également se former lors d'éruptions volcaniques.

## Incendies naturels

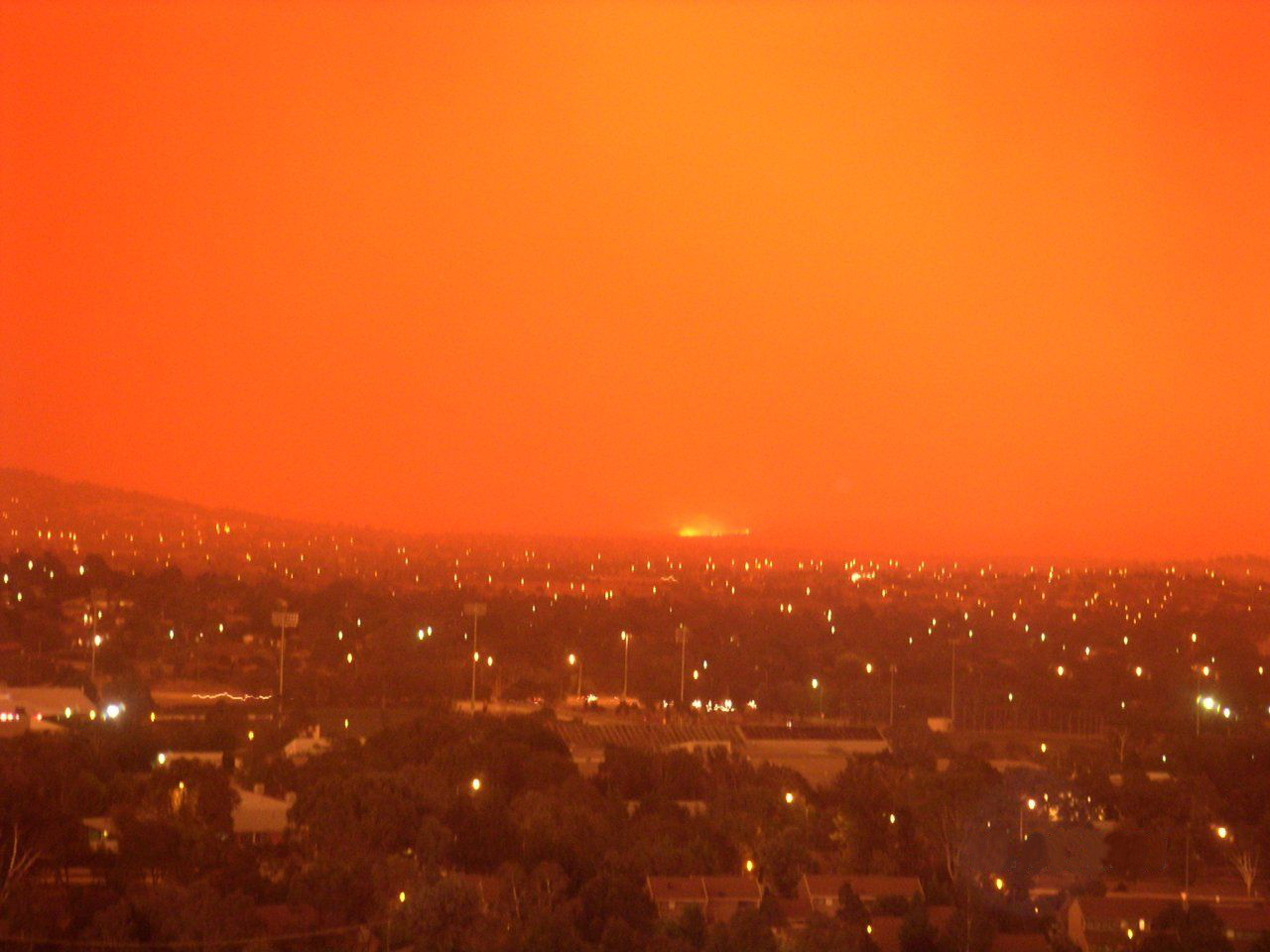
Feux de brousse à Canberra en 2003 donnant une mauvaise visibilité et une qualité de l'air médiocre.

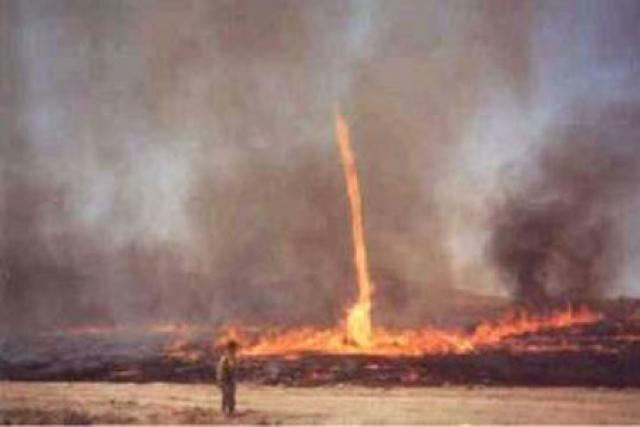
Un tourbillon de flammes se formant à l'intérieur d'une zone de tempête de feu.

Les tempêtes de feu apparaissent souvent dans des talwegs, sur des crêtes ou dans des plateaux. Parmi les phénomènes les signalant, on rencontre :
- une diminution de la visibilité ;
- une mauvaise propagation du son ;
- des difficultés à respirer (les pompiers ne sont généralement pas équipés d'ARI dans le cas des feux de broussaille) ;
- le roussissement des feuilles (par pyrolyse) dû à la chaleur rayonnée.

En cas d'incendie, beaucoup de plantes et d'arbres sécrètent des résines volatiles et des huiles essentielles ayant de multiples fonctions, comme de protéger la plante du dessèchement. Cependant, les températures élevées augmentent la pression de vapeur saturante de ces composés ; ainsi, à 170 °C, le romarin émet 55 fois plus de terpène qu'à 50 °C. Cette température de 170 °C est considérée comme un seuil à partir duquel l'émission de composés volatils peut donner avec l'air un mélange explosif, et donc amener à un embrasement généralisé (EGE). En particulier, l'huile d'eucalyptus est extrêmement inflammable, et l'on a vu des arbres entiers exploser,. En Australie, la prévalence des eucalyptus a pour conséquence des feux de forêts remarquables par leurs fronts de flammes extrêmement élevés et intenses.
En cas de sécheresse (taux d'humidité inférieur à 30 %), les risques de combustion spontanée sont plus grands encore. De plus, les flammes contiennent des gaz de pyrolyse incomplètement brulés, qui peuvent se mélanger aux huiles des plantes, avec un résultat encore plus explosif.
La topographie a une influence complexe. Un relief fermé, tel qu'une vallée étroite ou un lit de rivière asséché, concentre la chaleur et l'émission de composés organiques volatils, particulièrement pour des espèces telles que le romarin, le pin d'Alep ou les cistes. En revanche, les chênes kermès émettent davantage de ces composés sur des reliefs ouverts comme les plaines et les plateaux.
D'autres facteurs influençant la création d'une tempête de feu sont la chaleur (en particulier quand elle dépasse 35 °C à l'ombre), la sécheresse, et l'absence de vent fort ; ces conditions se rencontrent souvent en climat méditerranéen.
On peut classer les tempêtes de feu en plusieurs types :
- bulle thermique : au fond d'une petite vallée riche en matériaux combustibles, les gaz inflammables forment une bulle qui ne peut se mélanger à l'air car sa température est trop élevée ; cette bulle, poussée par le vent, se déplace au hasard ;
- tapis de feu : dans une petite vallée étroite et profonde, toute la vallée s'enflamme ;
- confinement par de l'air froid : un fort vent froid empêche les gaz produits par la pyrolyse de s'élever, créant une situation explosive ;
- pyrolyse du versant opposé : le feu progresse en descendant une pente ; la chaleur rayonnée pyrolyse les plantes du versant opposé, qui semblent prendre feu spontanément ;
- fond de vallée étroite : les gaz s'accumulent dans le lit d'une rivière asséchée ; l'arrivée de l'incendie complète le « triangle du feu », et le fond de la vallée s'enflamme.

## Incendies en zones urbaines
La même physique des combustions s'applique à des incendies en zones urbaines ; on pense que des tempêtes de feu ont fait partie du mécanisme des grands incendies historiques, tels que le grand incendie de Rome et le grand incendie de Londres, ainsi que de ceux consécutifs à des tremblements de terre, comme celui de San Francisco en 1906. Des tempêtes de feu furent aussi créées par les bombardements incendiaires de la Seconde Guerre mondiale, particulièrement à Dresde, Tokyo, Hambourg, et aussi lors des bombardements atomiques d'Hiroshima et Nagasaki. Le tableau suivant recense les tempêtes de feu (en zone urbaine) pour lesquelles on possède des observations fiables.
| Ville / Événement                                                          | Date de l'incendie                  | Notes |
| -------------------------------------------------------------------------- | ----------------------------------- | --- |
| Grand incendie de Rome                                                     | 18 juillet 64 - 24 juillet 64       | Plusieurs milliers de victimes ; les trois quarts de la ville rasés. |
| Grand incendie de Londres                                                  | 2 septembre 1666 - 5 septembre 1666 | La plus grande partie de la City, connue comme le « Mile Carré » est ravagée, une surface néanmoins bien plus faible que celle occupée par le Londres moderne. |
| Grand incendie de Chicago Incendie de Peshtigo Incendie de Port Huron (en) | 8 octobre 1871                      | Des centaines de morts à Chicago du 8 au 10 octobre ; 2 500 morts à Peshtigo ; d'autres victimes dans des feux semblables à Holland et Manistee (Michigan). |
| Tremblement de terre de San Francisco                                      | 18 avril 1906                       | Parmi les conséquences du tremblement de terre, la tempête de feu (due principalement aux ruptures de canalisations de gaz) causa la destruction de plus de 500 pâtés de maisons. |
| Grand incendie de 1910 (en) (Idaho et Montana)                             | 20-21 août 1910                     | 87 morts (y compris une équipe complète de pompiers composée de 28 hommes), trois villes au moins brulèrent en partie durant deux jours de tempêtes de feu. On peut toutefois considérer que celles-ci relèvent plutôt du cas des feux de forêts : on estime que 12 000 km2 de forêts brûlèrent, dans quatre des états de l'ouest des États-Unis. La fumée s'étendit jusqu'à l'est du continent, et on retrouva des cendres dans les neiges du Groenland. |
| Grand tremblement de terre de Kantō                                        | 1er septembre 1923                  | 140 000 morts, la plupart dans des tempêtes de feu à Tokyo et dans le port de Yokohama. Les dommages s'élevèrent à 40 % du PNB de cette année. |
| Bombardement de Londres                                                    | septembre 1940                      | 30 à 40 000 morts[réf. nécessaire] |
| Bombardement de Stalingrad                                                 | 23 août 1942                        | Première tempête de feu véritable réussie par un bombardement de l'aviation allemande. 600 appareils du VIII. Fliegerkorps, au soir de l'offensive sur le nord de Stalingrad, rasent d'un coup 80 % des habitations de la ville. |
| Bombardement de Hambourg (Allemagne)                                       | 27 juillet 1943                     | 45 000 morts |
| Bombardement de Cassel (Allemagne)                                         | 23 octobre 1943                     | 10 000 morts |
| Bombardement de Brunswick (en) (Allemagne)                                 | 15 octobre 1944                     | 2 600 morts |
| Bombardement de Darmstadt (en) (Allemagne)                                 | 11 septembre 1944                   | 12 300 morts |
| Bombardement de Heilbronn (Allemagne)                                      | 6 décembre 1944                     | 6 500 morts |
| Bombardement de Dresde (Allemagne)                                         | 13 février 1945                     | 25 000 morts au moins |
| Bombardement de Pforzheim (Allemagne)                                      | 23 février 1945                     | 17 000 morts |
| Bombardement de Tokyo                                                      | 9 mars 1945                         | 120 000 morts |
| Bombardement de Wurtzbourg (Allemagne)                                     | 16 mars 1945                        | 5 000 morts |
| Bombardement de Kobe (Japon)                                               | 17 mars 1945                        | 8 841 morts |
| Hiroshima                                                                  | 6 août 1945                         | 90 000 morts ou plus, mais en partie dus à l'explosion atomique elle-même. |
| Tempête de feu d'Oakland (en)                                              | 20 octobre 1991                     | 25 morts, 1,5 milliard de dollars de dégâts |

Au début de la Seconde Guerre mondiale, plusieurs villes anglaises subirent des bombardements incendiaires ; l'un des plus remarquables fut celui de Coventry le 14 novembre 1940. À l'occasion du bombardement de Coventry, les forces allemandes mirent en jeu plusieurs innovations qui devaient influencer tous les bombardements stratégiques ultérieurs durant la guerre. Ces innovations étaient :
- l'utilisation d'avions de reconnaissance munis d'aides électronique à la navigation, pour marquer les cibles avant l'attaque principale ;
- l'utilisation de bombes lourdes et de mines aériennes (blockbusters) couplée avec celle de milliers de bombes incendiaires.

La première vague de bombardement utilisa des explosions de grande puissance pour détruire les réseaux de service (eau, gaz et électricité), et créer des cratères rendant les routes peu praticables pour les équipes de pompiers ; les bombes explosives n'étaient pas seulement destinées à gêner les secours, mais étaient également conçues pour éventrer les toits, facilitant le passage des bombes incendiaires. Les vagues de bombardements suivantes combinaient explosifs et bombes incendiaires, ces dernières étaient de deux types : à base de magnésium, et à base de pétrole. Arthur Travers Harris, commandant de la forces de bombardement de la RAF, écrivit après la guerre « Le bombardement de Coventry était assez ramassé dans l'espace [pour amorcer une tempête de feu], mais trop dispersé dans le temps », aussi ne s'en créa-t-il pas. Ils n'avaient pas le nombre d'engins aériens nécessaire, et ceux-ci n'avaient pas une capacité suffisante (ils n'avaient que des bombardiers bimoteurs).
Ce n'est que vers la fin de la guerre que Bomber Harris et la RAF parvinrent à une concentration quasi simultanée de bombardements suffisante pour qu'une tempête de feu se déclenche. Par exemple, durant le bombardement de Dresde le 13 février 1945, la première attaque fut entièrement menée par le groupe no 5, utilisant leurs propres méthodes de marquage à basse altitude. Les avions-traceurs marquèrent le stade de Ostragehege comme point de chute initial, et les 244 bombardiers se déployèrent en éventail à partir de ce point, chacun lâchant ses bombes à un instant légèrement différent ; l'ensemble du bombardement dura moins de deux minutes. La zone de destruction ainsi créée était un triangle de deux kilomètres de long et trois kilomètres de large,. Ce raid de la RAF (suivi par d'autres vagues de bombardement de la RAF et de l'USAAF) donna naissance à l'une des plus dévastatrices et tristement célèbres tempêtes de feu de l'histoire.

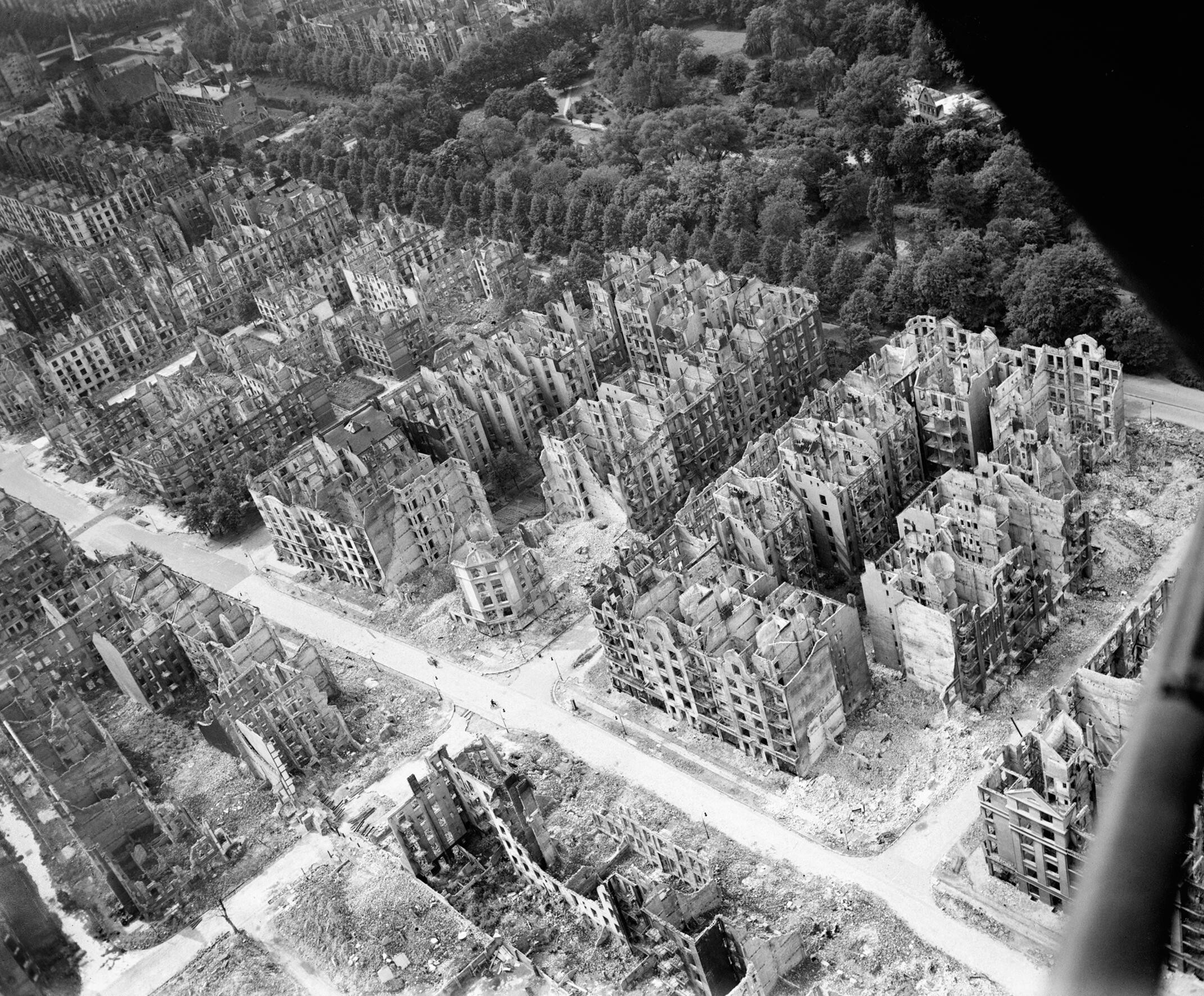
Vue aérienne de Hambourg après l'opération Gomorrhe.

Une autre terrifiante tempête de feu résulta du bombardement de Hambourg le 27 juillet 1943 (appelé opération Gomorrhe). Plusieurs facteurs concoururent à l'énorme destruction qui s'ensuivit : le temps exceptionnellement sec et chaud, la concentration du bombardement et l'impossibilité pour les équipes de pompiers d'atteindre le centre de la ville (ils étaient encore en train de lutter en périphérie contre les conséquences du bombardement du 24 juillet). Cette tempête de feu (qui donna naissance à l'expression allemande Feuersturm) se transforma en tornade, créant une sorte de haut-fourneau naturel, avec des vents allant jusqu'à 240 km/h et des températures de 800 °C, causant l'embrasement de l'asphalte des rues, carbonisant les gens dans les abris anti-aériens, soulevant les piétons dans les airs comme des feuilles mortes, et détruisant 21 km² de la ville. La plupart des 40 000 victimes de l'opération Gomorrhe furent tuées cette nuit-là.
En 1945, Tokyo avait une densité moyenne de 40 000 habitants au km2, avec des concentrations pouvant dépasser 50 000 hab/km2, la plus haute densité pour une ville industrielle où que ce soit dans le monde. Les équipes de pompiers s'avérèrent ridiculement sous-équipées pour la tâche, alors que furent détruits 15,8 km2 de la ville pendant la nuit du 9 mars ; des vents violents attisèrent les flammes et des murs de feux bloquèrent des dizaines de milliers d'habitants fuyant pour sauver leurs vies. On estime qu'un million et demi de personnes habitaient la zone incendiée.
Les armes nucléaires peuvent également créer des tempêtes de feu en zone urbaine ; cela fut la cause d'une grande partie des destructions à Hiroshima (mais, semble-t-il, pas à Nagasaki).